# Killavaat
Il Killavaat (o Kitdlavât, danese Savtakkerne) è una montagna della Groenlandia di 1276 m. Si trova a 60°17′N 45°18′W; appartiene al comune di Kujalleq.